# Pietro Colonna (Sciarretta)

Stemma della famiglia Colonna

Pietro Colonna, detto Sciarretta (Roma, 1291 – Roma, dopo 1356), è stato un cavaliere medievale e politico italiano, membro della famiglia Colonna.

## Biografia
Era figlio di Giacomo Sciarra Colonna. Uomo ardito, seguì le orme del padre e nel 1334 fu al fianco della famiglia ghibellina dei Tarlati contro i guelfi dell'Umbria. Venne eletto per la prima volta senatore di Roma da papa Clemente VI, carica che ricoprì per sette volte. Combatté contro Cola di Rienzo, che venne ucciso a Roma nel 1354 in una sommossa popolare.

## Discendenza
Pietro ebbe quattro figli:
- Stefano (1320-1379), cardinale
- Giacomo
- Pietro
- Agapito (1320-1380), cardinale.